# Laticauda (genere)
Laticauda Laurenti, 1768 è un genere di serpenti appartenente alla famiglia Elapidae e alla sottofamiglia dei serpenti di mare (Hydrophiinae). Il genere comprende 8 specie note di serpenti ben adattatti alla vita acquatica noti anche come krait marini.
I krait marini prendono il loro nome comune dal krait (Bungarus caeruleus, serpente che vive sulla terraferma nelle regioni del Sudest asiatico), perché presentano sulla pelle delle strisce colorate molto simili.

## Distribuzione ed habitat
Sono diffusi nelle barriere coralline e nelle formazioni di mangrovie dei mari tropicali dell'Oceano Indiano e dell'Oceano Pacifico, particolarmente diffuse in Indonesia.

## Descrizione

### Lunghezza
I krait marini raggiungono 1,4 metri di lunghezza. Le femmine sono più grandi dei maschi.

### Coda
La punta appiattita della coda di questi serpenti marini funzionano come remi e li spingono nell'acqua. La coda, come per gli altri idrofini, è fondamentale per i compiti natatori.

### Corpo
All'interno del corpo c'è un lungo polmone che aiuta il serpente a restare sommerso per molto tempo. Quando è sott'acqua il krait assorbe l'ossigeno anche attraverso la pelle.

### Scaglie
Le larghe scaglie presenti sul ventre permettono a questi rettili di aggrapparsi al fondale.

### Zanne
Quando questi serpenti mordono, il veleno viene espulso da una ghiandola attraverso tubicini presenti all'interno dei denti cavi.

## Comportamento ed alimentazione
Al contrario di altri serpenti di mare, i krait trascorrono molto tempo sulla terraferma e si trovano a loro agio sia in acqua che fuori. Dotati di un veleno molto potente ma assai restii a farne uso, nuotano nel mare nel cuore della notte e si aggirano intorno alle barriere coralline, pronti a colpire la preda con le loro letali zanne.
Cacciano di notte, cercando i pesci di cui si nutrono, specialmente le gustose anguille, tra fessure e spaccature tra i coralli; quando trovano una preda, si raccolgono per bloccarne ogni via di fuga prima di attaccarla.

## Riproduzione
Durante l'inverno, i krait di mare si raggruppano a migliaia sugli isolotti sabbiosi per accoppiarsi. In genere, le femmine depongono le uova nelle grotte, dove l'acqua che stilla dalle pareti le mantiene umide. Quando si schiudono, quattro o cinque mesi dopo, i piccoli serpenti si tuffano subito in mare.

## Conservazione
Ogni anno molti krait di mare vengono catturati per la loro pelle e per la loro carne, ma l'impatto di questa caccia indiscriminata sulle popolazioni di queste specie è sconosciuto.
In alcuni paesi, la carne di krait di mare viene mangiata perché ritenuta un cibo afrodisiaco.

## Specie
Del genere Laticauda sono note 8 specie:
- Laticauda colubrina
- Laticauda crockeri
- Laticauda frontalis
- Laticauda guineai
- Laticauda laticaudata
- Laticauda saintgironsi
- Laticauda schystorhyncha
- Laticauda semifasciata